# Nantes (São Paulo)
Nantes  este un oraș în São Paulo (SP), Brazilia.